# Zero Markup Language
Die Zero Markup Language, abgekürzt ZML, ist eine Templatesprache zur Darstellung hierarchisch strukturierter Daten in Verbindung mit Templatelogik in einem integrierten System. Die Strukturierung erfolgt ohne Tags mit Hilfe von Einrückung (Indentation).
ZML ist für einen plattform- und implementationsunabhängigen Einsatz konzipiert.

## Beispiel
```
%
import
 
viewhelpers

%
inherit
 
2
col

*
 
col1_content
:

  
div
.
panel
:

    
%
for
 
user
 
in
 
users
:

      
h1
:
 
User

      
div
.
card
:

        
%
if
 
user
.
active
:

          
p
:
 
{
user
.
firstname
}

          
p
:
 
{
user
.
lastname
}

          
p
:
 
{
user
.
email
}

        
%
else
:

          
p
:
 
The
 
user
 
is
 
not
 
active

```